# Desfile do Dia da Vitória em Moscou em 2022

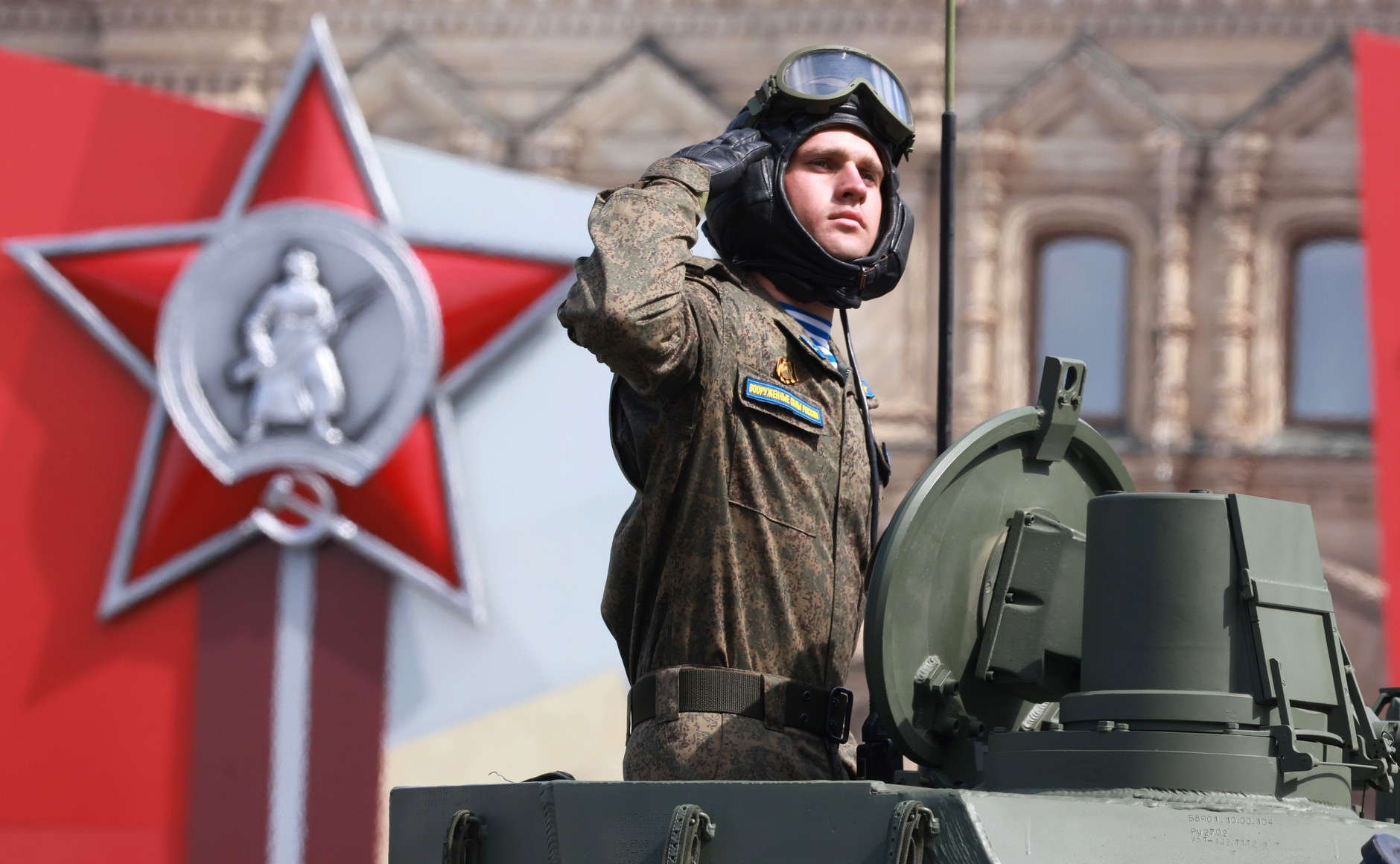
Um comandante de tanque durante o desfile de 2022 na Praça Vermelha, Moscou

O Desfile do Dia da Vitória em Moscou em 2022 foi  um desfile militar realizado na Praça Vermelha em Moscou em 9 de maio de 2022 para comemorar o 77º aniversário da vitória soviética sobre a Alemanha Nazista na Grande Guerra Patriótica.

## Eventos

### Desfile e situação
O desfile ocorreu em meio à invasão russa da Ucrânia em 2022. Devido a boicotes nas redes sociais e sanções impostas em resposta à invasão, a transmissão do evento foi bloqueada em algumas plataformas fora da Rússia.
Dentro do país, slogans contrários à guerra apareceram na televisão via satélite  e também no site Lenta.ru, um portal de notícias pró-governo, durante o Dia da Vitória.
Segundo a agência estatal russa TASS, diplomatas de vários países do Oriente Médio e da África estiveram presentes na cerimônia. Rodion Miroshnik, embaixador na Rússia da autoproclamada República Popular de Luhansk, um território separatista pró-russo na região de Donbass, discursou para o público na Praça Vermelha.

### Especulações
Havia especulações de que Vladimir Putin usaria a ocasião para declarar formalmente guerra à Ucrânia, mas isso não aconteceu.

### Discurso de Putin

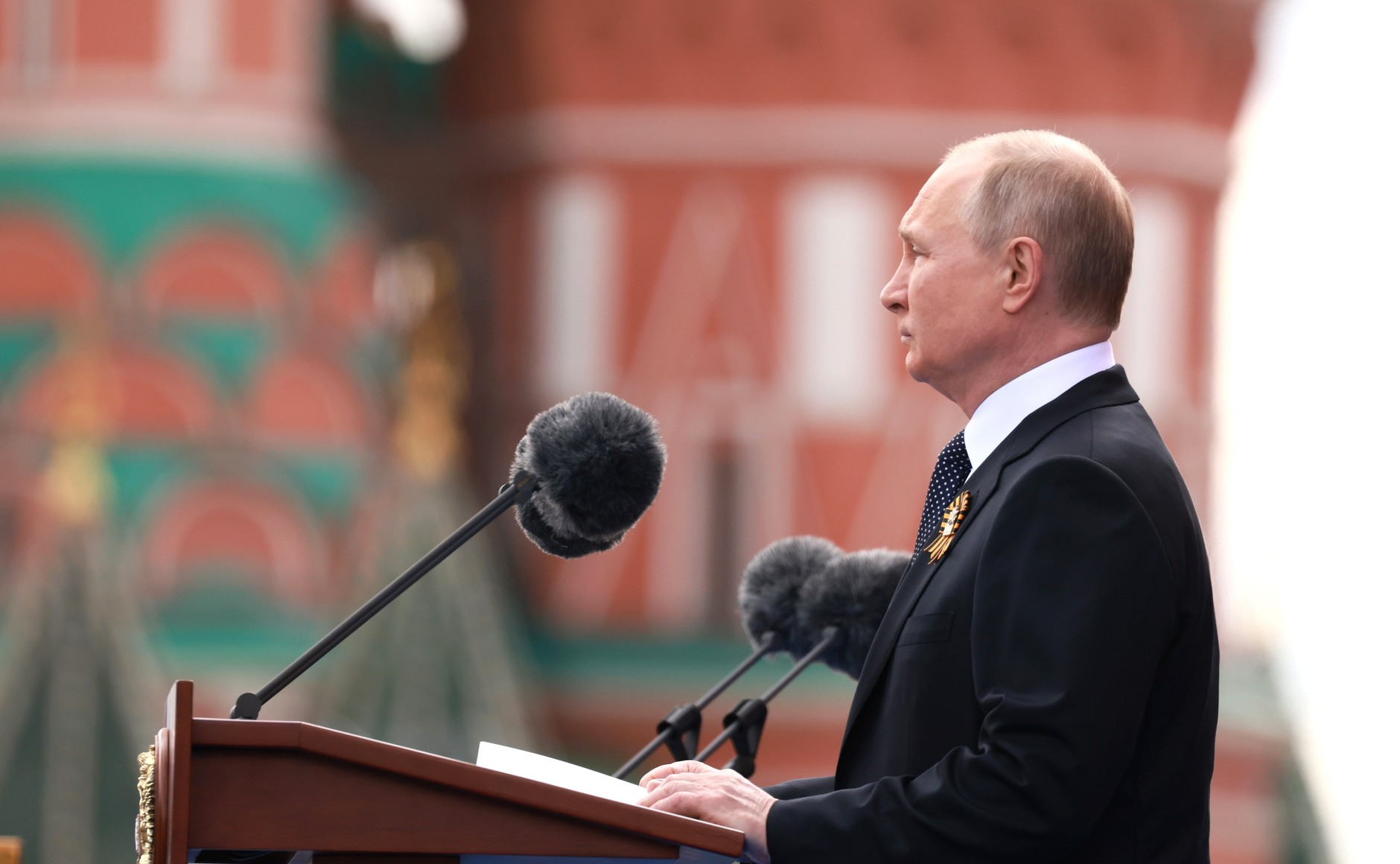
O presidente russo Vladimir Putin discursa durante o evento

O presidente russo, Vladimir Putin, fez seu décimo nono discurso comemorativo à nação após a inspeção do desfile, conduzida pelo Ministro da Defesa, General do Exército Sergei Shoigu, acompanhado pelo comandante do desfile, General do Exército Oleg Salyukov, Comandante-em-Chefe das Forças Terrestres, que participou do desfile pelo nono ano consecutivo. Em seu pronunciamento, ele não mencionou diretamente a Ucrânia nem trouxe detalhes específicos sobre a invasão russa de 2022. Putin criticou o governo ucraniano, o Ocidente e a OTAN, acusando-os de ações agressivas que teriam levado à ofensiva russa. Segundo ele, a OTAN e o Ocidente estariam usando a Ucrânia como um intermediário para atacar a Rússia.  
O presidente também fez comparações entre o governo ucraniano atual e a Alemanha Nazista, exaltando as forças armadas russas e afirmando que os soldados estavam "lutando pela pátria, pelo seu futuro e para que ninguém esqueça as lições da Segunda Guerra Mundial".

## Ordem completa do desfile

### Coluna móvel
- Tanque médio T-34/85
- Veículo de mobilidade de infantaria GAZ-233114 "Tigr-M"
- BMP Kurganets-25 IFV
- Veículo de combate de infantaria BMP-2
- Veículo de combate de infantaria BMP-3
- Tanque de batalha principal modernizado T-72 B3M (T-72B4)
- Tanque de batalha principal T-14
- Sistema SAM rastreado móvel Buk-M3
- Complexo SAM Tor-M2 em chassis de esteiras
- Sistema de lançamento de mísseis antiaéreos S-400 Triumf no lançador transportador-eretor 5P85SM2-01
- Sistema de mísseis balísticos táticos móveis 9K720 Iskander-M
- ICBM RS-24 Yars no lançador transportador-eretor sobre rodas 15U175M
- Kamaz 53949 Typhoon-K MRAP
- Sistema MRL móvel Tornado-G
- Veículo de combate terrestre não tripulado (UCGV) rastreado Uran-9

### Coluna aérea
A exibição aérea do desfile do Dia da Vitória de 2022 foi oficialmente cancelada devido às condições meteorológicas, apesar de a parte terrestre do evento ter ocorrido com boa visibilidade e céu parcialmente nublado.

## Links externos
- O site oficial (May Parade) Arquivado em 2020-05-08 no Wayback Machine
- O site oficial (June Parade) Arquivado em 2020-06-17 no Wayback Machine
- AO VIVO: Desfile da vitória acontece na Praça Vermelha de Moscou (INGLÊS)